# Сант'Убалдо (Перуђа)
Сант'Убалдо је насеље у Италији у округу Перуђа, региону Умбрија.
Према процени из 2011. у насељу је живело 5 становника. Насеље се налази на надморској висини од 811 м.